# 도서예술

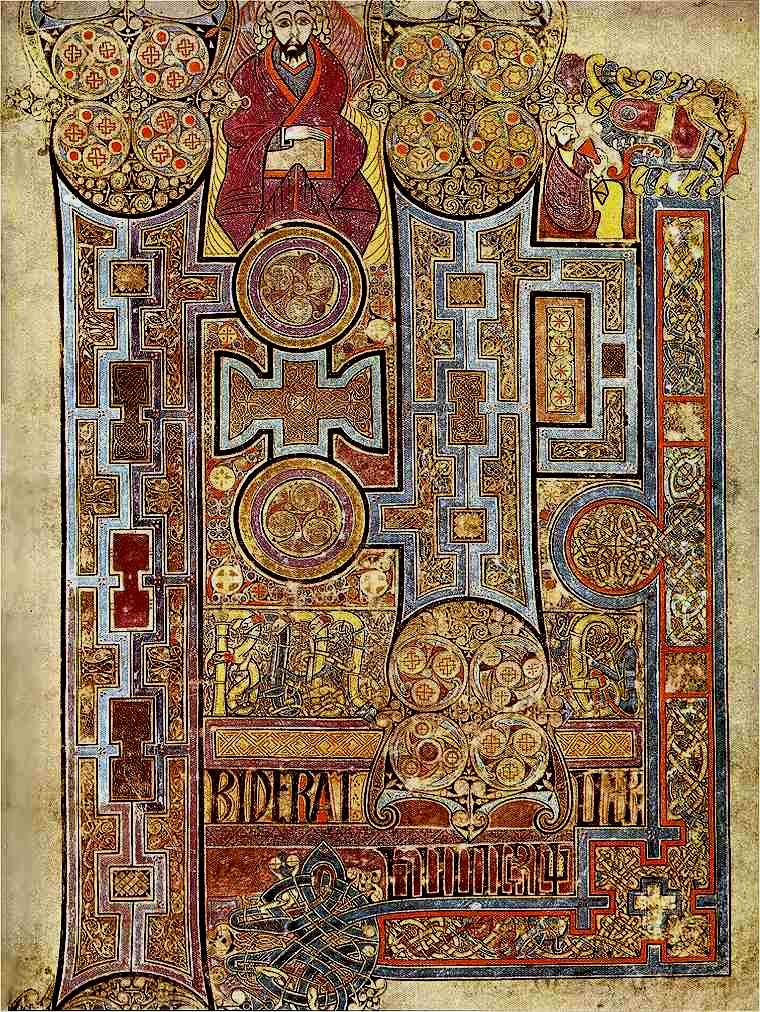
켈스의 서의 요한복음.

도서예술(영어: Insular art) 또는 히베르노색슨 예술(영어: Hiberno-Saxon art)은 후로마 시대 아일랜드와 브리튼에서 창출된 예술이다. 이 시기 아일랜드와 브리튼은 유럽의 다른 지역과는 구분되는 특징들을 공유했다. 예술사학자들은 도서예술을 민족대이동 시대 예술의 일종이며 또한 중세 초기 서유럽 예술의 일종으로 분류한다.
도서예술은 켈트식 기독교를 따르는 아일랜드 수도주의 운동가들 사이에서 발생하여, 600년경을 전후해 켈트 양식과 앵글로색슨 양식이 혼합되면서 하나의 양식으로서 출현했다. 도서예술의 가장 대표적인 특징은 매듭무늬를 장식적으로 사용한 것인데, 서튼후 유물이나 켈스의 서 같은 기록물에서 현저하게 드러난다.
8세기부터 바이킹이 아일랜드와 브리튼 두 섬을 노략질하기 시작하면서 혼세에 빠진 두 섬에서는 더 이상 그전의 도서예술과 같은 장식적인 예술이 가능하지 않게 되었다. 잉글랜드에서는 900년경  앵글로색슨 예술이 도서예술을 대체했고, 아일랜드에서는 12세기까지 지속되다가 로마네스크 양식으로 대체되었다. 도서예술의 가장 중요한 중심지는 아일랜드, 스코틀랜드, 노섬브리아였지만, 잉글랜드와 웨일스에서도 나타났고, 또한 히베르노스코트 선교사업으로 건너간 켈트족 선교사들에 의해 유럽 대륙에서도 도서예술이 일부 나타났다.